# FilmEngine
FilmEngine, oficjalnie FilmEngine Entertainment – amerykańska niezależna wytwórnia filmowa specjalizująca się w produkcji i finansowaniu filmów, mająca swoją siedzibę w mieście Beverly Hills w stanie Kalifornia, została założona w 2001 przez trójkę producentów: Anthony'ego Rhulena, Williama Shively'ego i A.J. Dixa.